# Pero vanduzeeata
Pero vanduzeeata är en fjärilsart som beskrevs av Wright 1921. Pero vanduzeeata ingår i släktet Pero och familjen mätare. Inga underarter finns listade i Catalogue of Life.